# Fabrice Metz
Fabrice Metz (Francia, 23 de enero de 1991) es un jugador profesional francés de rugby que se desempeña en la posición de segunda línea en Section Paloise, equipo perteneciente a la liga Top 14.

## Carrera
Metz es un jugador de formación francesa (JIFF). Comenzó su carrera deportiva con el equipo Racing 92, en el cual jugó cinco temporadas (2010-2015), después pasó a Union Sportive Oyonnax Rugby (2015-2016), luego a Section Paloise, donde lleva jugando ocho temporadas.